# Jelena Nikolić
Pour les articles homonymes, voir Nikolić.
Jelena Nikolić est une joueuse de volley-ball serbe née le 13 avril 1982 à Belgrade. Elle mesure 1,94 m et joue au poste de réceptionneuse-attaquante. Elle est présente en équipe de Serbie depuis 2006 et totalise presque 291 sélections en 2016.

## Clubs
| Club | De | À |
| ---- | -- | - |
| ...  |    |   |

## Palmarès

### Équipe nationale
- Jeux olympiques
  -  2016 à Rio de Janeiro.
- Championnat d'Europe
  - Vainqueur : 2011.
  - Finaliste : 2007.
- Coupe du monde
  - Finaliste : 2015.
- Ligue européenne
  - Vainqueur : 2009,2010, 2011.

### Distinctions individuelles
- Ligue européenne de volley-ball féminin 2010: Meilleure joueuse/ Meilleure receveuse.
- Ligue des champions de volley-ball féminin 2010-2011 : Meilleure attaquante